# 205 Martha
205 Martha je veliki asteroid glavnog pojasa. Spada u kategoriju asterida C-tipa, građen je od primitivnih karbonata i ima tamnu površinu.
Asteroid je 13. listopada 1879. iz Pule otkrio Johann Palisa. Nazvan je po svetoj Marti, ženi iz Novog zavjeta.
… | 204 Kallisto | 205 Martha | 206 Hersilia | …